# FlyNano Nano
FlyNano — лёгкий гидросамолёт.
Создан в Финляндии. Разработка заняла 10 лет и осуществлялась инженером Аки Суокасом (Aki Suokas) с коллегами. Первые продажи запланированы на лето 2011 года. Весьма небольшой вес достигается за счёт максимально облегчённой конструкции корпуса, сделанного целиком из углеродного композитного волокна (карбона).
FlyNano планируется выпускать в трёх базовых модификациях: одной электрической E 200 (с 20-киловаттным моторчиком) и двумя бензиновыми — «обычной» G 240 (с движком 24 л.с.) и гоночной R 260/300 (35 л.с.).

## ТТХ
- Размах крыла, м 5
- Длина самолета, м 3.15
- Высота самолета, м 1.3
- Масса, кг
  - пустого самолета 70
  - нормальная взлетная
  - максимальная взлетная 200
- Максимальная скорость, км/ч 200
- Крейсерская скорость, км/ч 140
- Практическая дальность, км 70
- Практический потолок, м 3000
- Экипаж, чел 1